# Соложение
Соложе́ние — процесс замачивания, проращивания и сушки зерна для преобразования его в солод. Солод в основном используется для пивоварения или изготовления виски, но также может использоваться для приготовления солодового уксуса или солодового экстракта. Для соложения используются различное зерно; чаще всего ячмень, сорго, пшеница и рожь.
Существует ряд различных типов оборудования, которое можно использовать для производства солода.
При традиционном соложении на полу зерна насыпают тонким слоем на твердом полу, и в процессе вручную сгребают и переворачивают, чтобы зерна не слёживались и проветривались.
В современных солодовнях процесс более автоматизирован, и зерно проращивается на полу, в котором есть прорези, позволяющие воздуху проходить через слой зерна. Большие механические приспособления, например, ящики Саладина, позволяют удерживать рыхлым более толстый слой, обеспечивая более высокую производительность и лучшую энергоэффективность.

## Приём
Зерно поступает в солодовню с фермы. Его очищают и при необходимости сушат.
Ячмень проверяют на предмет пригодности для соложения и предотвращения попадания мёртвого или непригодного зерна в процесс. Некоторые из типичных проверок качества включают:
- Влажность зерна
- Содержание азота
- Процент посторонних включений
- Отсутствие грибков и метаболитов
- Всхожесть и энергия прорастания
- Чувствительность к воде

### Сушка
Поступивший на солодовню ячмень влажностью более 13 %, должен быть высушен, прежде чем его можно будет безопасно хранить без потери всхожести. Влага удаляется циркулирующим нагретым воздухом (до 50 ° C) через зерно, сушка может выполняться либо с использованием специальных зерносушилок, либо как периодический процесс с использованием печи . Высокие температуры или пересушка могут повредить или убить зародыши ячменя, и после замачивания зерно не прорастет. Сухой ячмень можно безопасно хранить до 18 месяцев без роста грибков или потери жизнеспособности зерна.

### Очистка
Целью очистки ячменя является удаление посторонних включений (соломы, мякины, пыли и т. д.), содержащихся в поступающем зерне, при этом остаётся только зерно, которое с наибольшей вероятностью даст хороший солод. Магниты используются для удаления металлических включений, что, в свою очередь, снижает вероятность искрения, которое может привести к взрыву пыли. Вращающиеся и встряхиваемые сита используют для удаления более крупных (солома и необмолоченные колосья) или мелких (песок и тонкие зерна) нежелательных включений, чем обычное зерно ячменя. Во время процесса просеивания система аспирации удаляет пыль и мякину. Для отделения мелких камушков от ячменя используют специальные встряхивающие устройства. Камни, будучи более плотными, чем ячмень, выходят из верхней части машины, а очищенный ячмень выходит из нижней части. Для удаления битых зёрен используют сеператоры. Половину ядер нужно удалить, так как только одна половина будет прорастать и вырабатывать ферменты. В конце процесса зерно взвешивается для определения потерь при очистке (разница между весом полученного зерна и весом зерна после очистки) и переносится в силос для хранения.

### Хранение
Зерно необходимо хранить в определённых условиях, чтобы оно сохраняло всхожесть. Хранение в солодовнях обычно осуществляется в вертикальных силосах, сделанных из стали или бетона для простоты использования, но может быть и в плоских хранилищах, когда необходимо хранить большое количество зерна. Зерно хранится таким образом, чтобы защитить его от влаги и вредителей. Типичный силос вмещает от 5000 до 20 000 тонн чистого сухого ячменя, готового к соложению.
Во время хранения температура силоса измеряется и контролируется, поскольку повышение температуры может указывать на активность насекомых. Для поддержания температуры зерна ниже 18 °C может использоваться дополнительное оборудование для подавления размножения насекомых. Силосы обычно оснащены системой для вращения зерна из одного силоса в другой для разрушения горячих точек внутри зерна. Система фумигации может использоваться для введения фумиганта (обычно фосфина) в силос.

## Увлажнение
Увлажнение начинается с замачивания, чтобы дать начало прорастанию, и заканчивается прогревом в печи, который удаляет влагу и даёт стабильный конечный продукт.
Партия солода называется куском, размер куска может достигать 400 тонн. Ниже описан стандартизированный базовый протокол соложения:

### Замачивание
Заваривание — начало активного процесса соложения, для покрытия зерна добавляется крутая вода, и содержание влаги в зерне увеличивается с 12 % до 40-45 %. В современных пневматических солодовнях зерно альтернативно погружают (мокрая клеть) и затем осушают (воздушная подставка) в течение двух или трех циклов для достижения целевого содержания влаги в зерне и количества хитита.
Мокрый стенд. Когда зерно погружается в воду, воздух периодически пропускается через суспензию из воды и зерна. Целью аэрации является поддержание аэробного процесса для максимального роста ячменя. Процесс сопровождается тщательным перемешиванием, разрыхлением и выравниванием гидростатического давления на дне ёмкости для лучшего смачивания (расход воздуха: 1,5 м 3 / тонну в час).
Воздушная пауза или сухой стенд. В конце мокрого стенда вода сливается, и это является началом воздушной паузы. Во время этого этапа работают вентиляторы для подачи свежего кислорода и удаления избытка CO 2, образующегося при «дыхании» зерна. Температура подаваемого воздуха важна, так как она не должна влиять на температуру зерна во время замачивания (от 10 до 15 ° С). Требования к аэрации (кубические метры на тонну в минуту) выше во второй и третьей паузе, так как метаболическая активность зерна выше. (расход воздуха: 300 м 3 / т в час).
В конце замачивания зерно высыпают для прорастания. В этот момент оно может быть в виде суспензии во время мокрой выдержки или в виде влажного зерна во время воздушной паузы.

### Проращивание
Цель проращивания — выращивание зерен ячменя. Это позволяет развивать солодовые ферменты, и эти ферменты изменяют структуру эндосперма ячменя, разрушая клеточные стенки и белковый матрикс. При прорастании выделяется большое количество тепла; если не соблюдать меры предосторожности, солод будет гореть.
Ферменты, вырабатываемые во время проращивания, необходимы для расщепления крахмала для пивовара или дистиллятора во время процесса брожения.
Зерновой слой поддерживается при постоянной температуре от 10 до 16 ° C. за счет постоянной подачи свежего увлажненного воздуха, а ворошилки перемещаются через зерновой слой, чтобы обеспечить достаточный воздушный поток.

### Прогрев
Прогрев снижает влажность зерна и останавливает процесс прорастания. На первой стадии, стадии свободной сушки, температура воздуха поддерживается прохладной, чтобы высушить зерно без денатурирования ферментов.
По мере высыхания зерна можно повышать температуру воздуха на входе (второй этап или этап принудительной сушки) для дальнейшей сушки зерна, целевая влажность солода после прогрева составляет около 5 % от его веса. Во время принудительной сушки относительная влажность воздуха, выходящего из слоя, падает, и солодовня может использовать часть теплого воздуха в качестве возвратного воздуха.
В течение последних нескольких часов прогрева температура воздуха поднимается выше 80. ° C (стадия отверждения), чтобы преобразовать SMM в DMS, чтобы снизить потенциал DMS солода. DMS — это привкус сладкой кукурузы в готовом пиве.
Высокие температуры обжарки также придают солоду цвет в результате реакции Майяра .
Наконец, обжаренный солод охлаждают перед зачисткой (опорожнением) печи.

### Удаление стеблей
Корешки солода (также известные как стебли) удаляются из солода вскоре после переноса из печи.
Удалённые стебли продаются или перерабатываются в корм для животных.
Очищенный солод хранится в силосах для смешивания с аналогичными кусочками солода для получения более крупных однородных партий солода.

### Очистка солода
Наконец, перед продажей солод очищают с помощью сит и аспирации для удаления пыли, комков и камней в солоде. Снова используют магниты для удаления любых металлических включений, способных повредить валки мельницы.